# Axonopus jesuiticus
Axonopus jesuiticus là một loài thực vật có hoa trong họ Hòa thảo. Loài này được (Araujo) Valls mô tả khoa học đầu tiên năm 2001.